# Ліза Маршалл
Ліза Маршалл (англ. Lisa Marshall; нар. 12 вересня 1987) — колишня південноафриканська тенісистка.
Найвищу одиночну позицію світового рейтингу — 769 місце досягла 24 Dec 2007, парну — 485 місце — 25 Aug 2008 року.
Здобула 1 парний титул туру ITF.

## Фінали ITF
| Легенда         |
| --------------- |
| турніри $10,000 |

### Парний розряд: 5 (1–4)
| Результат | Ранг | Дата             | Турнір                   | Покриття | Партнерка          | Суперниці                       | Рахунок          |
| --------- | ---- | ---------------- | ------------------------ | -------- | ------------------ | ------------------------------- | ---------------- |
| Перемога  | 1.   | 27 жовтня 2007   | Кейптаун, ПАР            | Тверде   | Лізан дю Плессі    | Теґан Едвардс Гоеле Лемменс     | 6–2, 6–3         |
| Поразка   | 1.   | 17 серпня 2008   | Ілава, Польща            | Ґрунт    | Анна Мовсісян      | Іма Богуш Романа Табак          | 3–6, 2–6         |
| Поразка   | 2.   | 24 серпня 2008   | Кендзежин-Козьле, Польща | Ґрунт    | Єлизавета Рибакова | Сімона Добра Івета Герлова      | 6–4, 0–6, [6–10] |
| Поразка   | 3.   | 2 листопада 2008 | Преторія, ПАР            | Тверде   | Суріна Де Беер     | Крісті Потґітер Б'янка Сванепул | 3–6, 3–6         |
| Поразка   | 4.   | 16 серпня 2009   | Таллінн, Естонія         | Тверде   | Джейд Гоппер       | Ганна Орлик Діана Марцинкевич   | 1–6, 6–0, [7–10] |